# 科尔内利娅·林泽
科尔内利娅·林泽（德語：Cornelia Linse，1959年10月3日—），德国女子赛艇运动员。她曾代表东德参加1980年夏季奥林匹克运动会赛艇比赛，联同海迪·韦斯特法尔获得女子双人双桨银牌。